# Monument de Philopappos
Le monument de Philopappos (en grec moderne : Μνημείο Φιλοπάππου) est un monument funéraire élevé entre 114 et 119 au sommet de la colline des Muses, au sud-ouest de l'acropole d'Athènes, en l'honneur du sénateur romain Caius Iulius Antiochus Epiphanes Philopappus, bienfaiteur de la cité d'Athènes.

## Histoire
Gaius Iulius Antiochus Epiphanes Philopappus était le petit-fils d'Antiochos IV de Commagène, dernier roi grec de Commagène, destitué en 72 par Vespasien.
La famille en disgrâce s'exila à Athènes, où elle retrouva la prospérité : Philopappos vécut la plus grande partie de sa vie à Athènes, où il se distingua comme chorège (producteur de spectacles de musique et danse) et comme agonothète (organisateur de concours grecs - athlétiques, théâtraux, etc.). 
À sa mort, vers 114-116, sa sœur Julia Balbilla lui éleva le magnifique monument de marbre du Pentélique encore visible sur la colline des Muses.
Selon une tradition rapportée par Pausanias, le poète Musée aurait chanté ses vers sur cette colline d'Athènes située en face de la citadelle ; il y fut enterré et la colline prit le nom de Musée ; actuellement on l'appelle colline de Philopappos (Λόφος Φιλοπάππου) ou colline des Muses (Λόφος Μουσών).
Le monument a survécu jusqu'au XVe siècle, mais il fut peu à peu victime du vandalisme et des éléments. Il a été partiellement restauré par l'ingénieur civil Nikólaos Balános en 1904.

## Description
Le monument d'une hauteur de 12 mètres est fait de marbre pentélique sur une krépis de calcaire poreux. Sa façade monumentale incurvée, qui fait face à l'Acropole, est disposée sur deux niveaux.
La zone supérieure comprend trois niches profondes soutenant des statues assises. Dans la niche centrale, on voit Philopappos (la tête est perdue), vêtu en citoyen athénien et assis sur un trône avec l'inscription « Philopappos, fils d'Épiphane, du dème de Bèsa ». Dans la niche de gauche, l'inscription « le roi Antiochos, fils du roi Antiochos » indique que le fragment figure le grand-père de Philopappos. Selon une troisième inscription qui a survécu jusqu'au XVe siècle, « le roi Séleucos, fils d'Antiochos Nikator », c'est le fondateur de la dynastie Séleucide qui était représenté dans la niche de droite, disparue.
La zone inférieure est une frise sculptée représentant Philopappos sur un quadrige flanqué de licteurs. La chambre funéraire en forme de naïskos qui abritait le sarcophage de Philopappos se trouvait derrière le monument.
Une autre inscription, sur le seul pilastre corinthien restant, rappelle plus en détail l'identité et les titres de l'intéressé. 

## Galerie

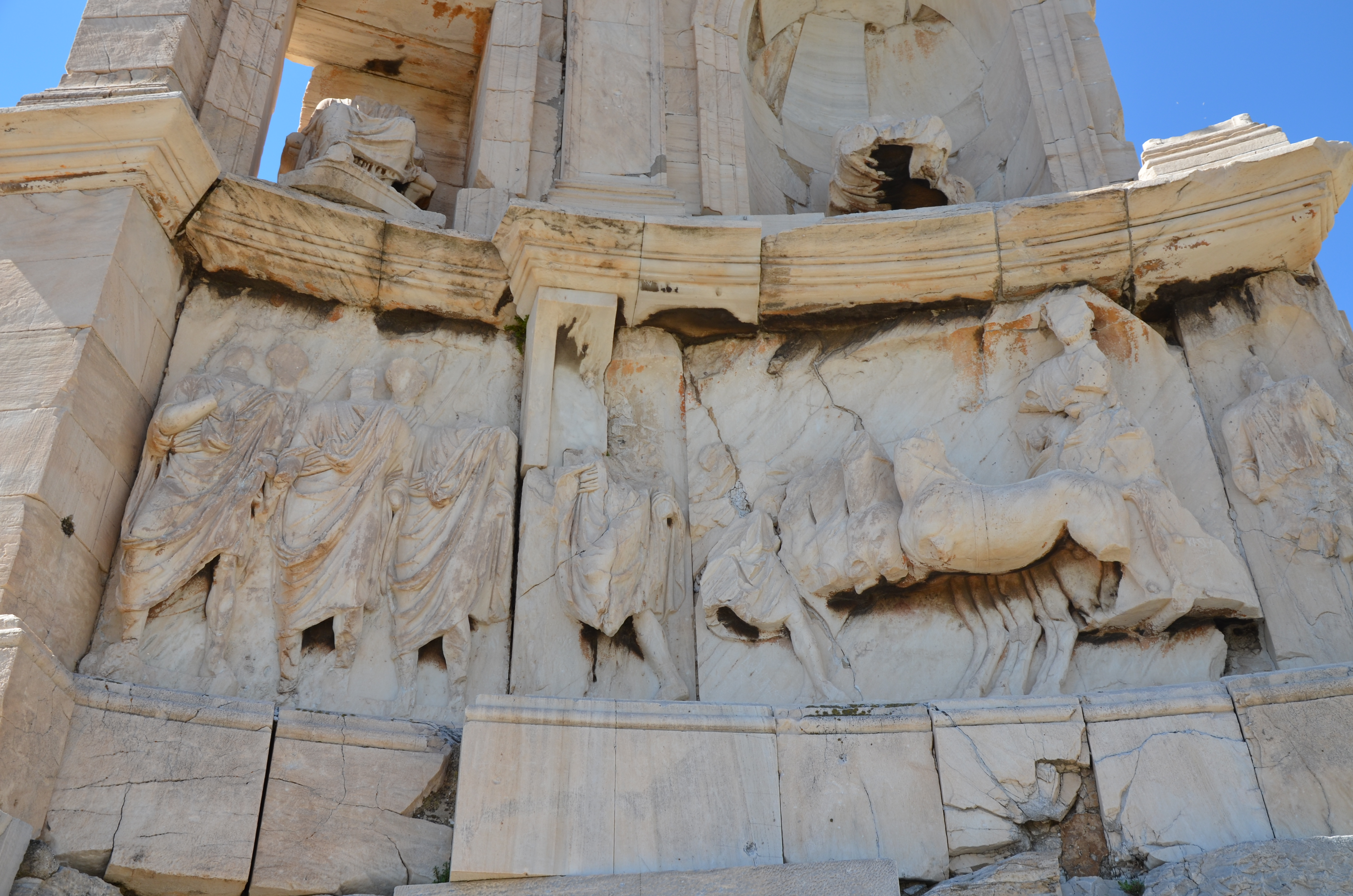
Détail des sculptures de la zone inférieure.
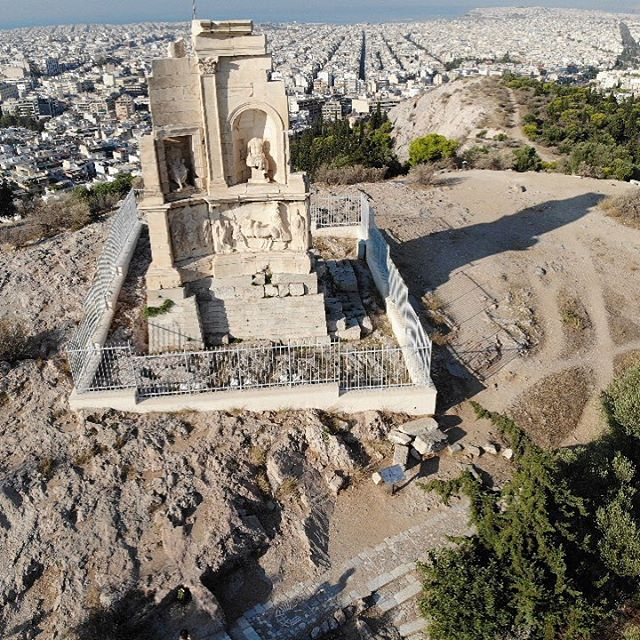
Vue par drone du monument de Philopappos
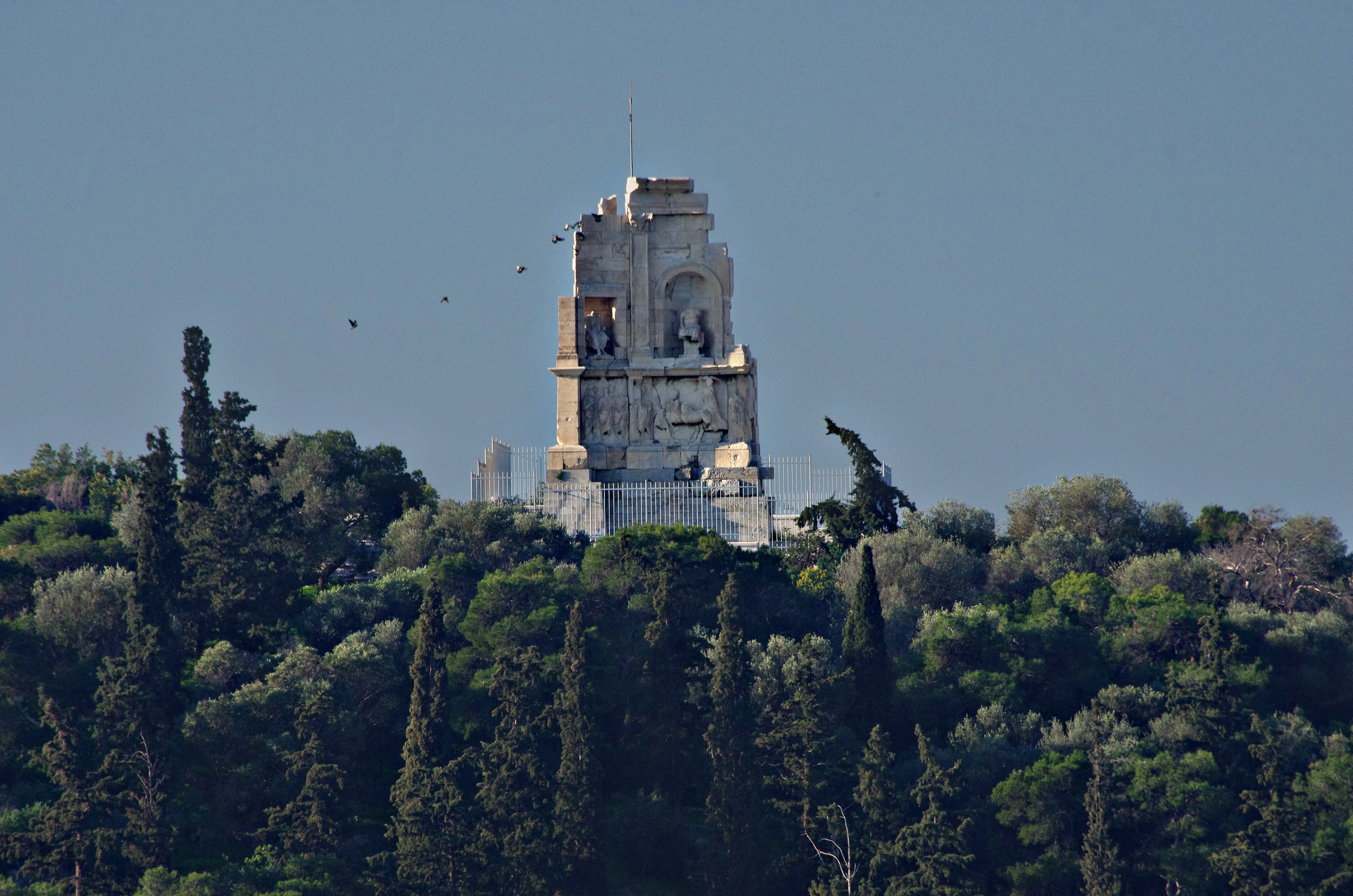
Monument de Philopappos vu de l'acropole d'Athènes
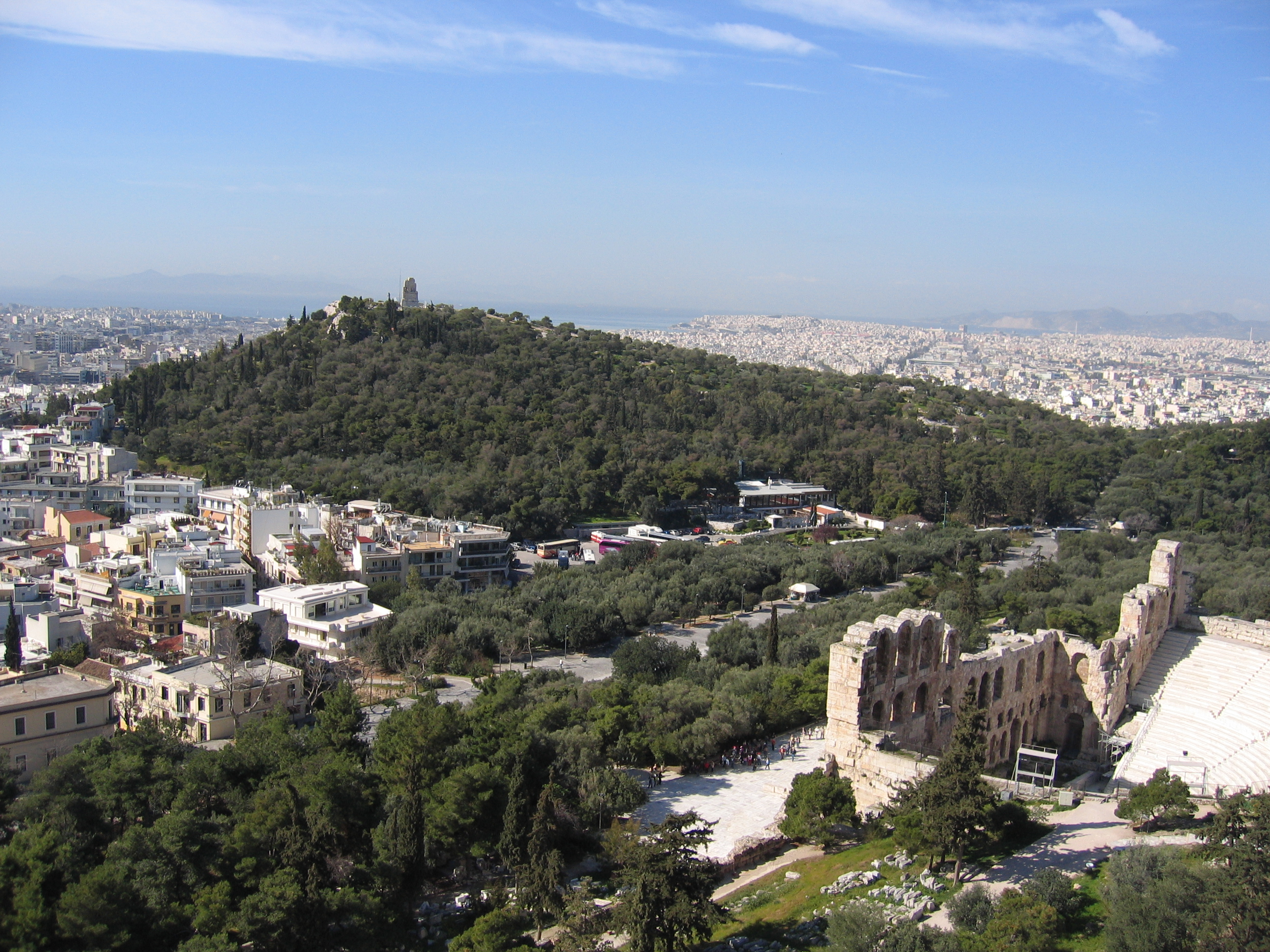
Monument de Philopappos, vu de l'acropole d'Athènes
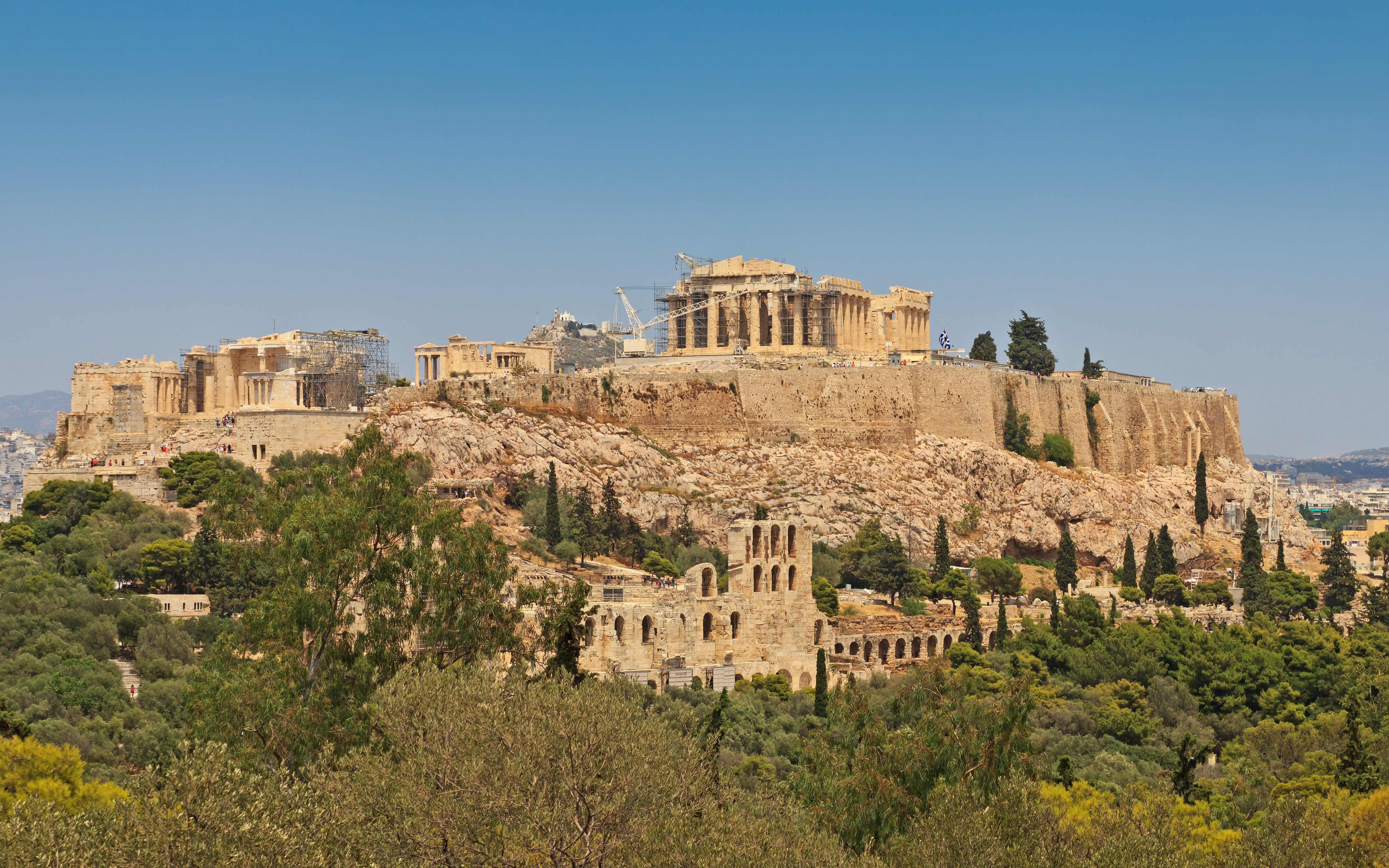
Panorama sur l'acropole d'Athènes depuis le monument de Philopappos.

## Source
- Diodore de Sicile, Bibliothèque historique [détail des éditions] [lire en ligne], IV, 25.